# Olivia Caramello
Olivia Caramello (29 november 1984) is een Italiaanse wiskundige. Ze staat bekend om haar werk in de topostheorie en voor het pionieren van de techniek van topoi als bruggen. Ze schreef in 2017 het boek Theories, Sites, Toposes: Relating and studying mathematical theories through topos-theoretic bridges.

## Opleiding en vroege carrière
Caramello behaalde op 19-jarige leeftijd haar bachelordiploma in de wiskunde aan de Universiteit van Turijn en haar diploma piano aan het Conservatorio di Cuneo.
In 2009 promoveerde in de wiskunde aan de Universiteit van Cambridge, als Prince of Wales-student aan het Trinity College. Haar proefschrift was getiteld The duality between Grothendieck toposes and geometric theories. Peter Johnstone was haar promotor. In 2016 behaalde ze haar habilitatie aan de Université Paris-Diderot met een habilitatie-scriptie getiteld Grothendieck toposes as unifying bridges in Mathematics.

## Werk
Caramello ontwikkelde de theorie van "topoi als bruggen", die bestaat uit methoden en technieken om verschillende wiskundige theorieën te verenigen en informatie daartussen over te dragen door gebruik te maken van topoi. Deze theorie is gebaseerd op de dualiteit van sites en Grothendieck-topoi, en op het idee van de classificerende topos van een geometrische eerste-ordetheorie, waarbij de diversiteit van mogelijke presentaties van elke topos door oneindig veel sites of theorieën wordt benut. Caramello's theorie omvat verschillende componenten: enerzijds het vaststellen van equivalenties tussen topoi die op verschillende manieren worden gepresenteerd; aan de andere kant het berekenen of uitdrukken van topos-invarianten in termen van de verschillende soorten presentaties die in beschouwing worden genomen, om overeenkomsten tussen eigenschappen of elementen van deze verschillende presentaties tot stand te brengen.
De theorie van "topoi als bruggen" kan worden beschouwd als een metawiskundige theorie van de relaties tussen verschillende theorieën. Haar programma draagt bij aan het realiseren van het verenigende potentieel van het begrip topos, waarmee Alexander Grothendieck reeds was begonnen.